# Playa de Covas
La playa de Covas es una playa de 1500 m de longitud, situada en el municipio de Vivero, en la provincia de Lugo (Galicia, España).
Esta playa goza de instalaciones y servicios, y de alta ocupación en la temporada estival, dotada de paseo marítimo, de aguas tranquilas, con equipos de salvamento y seguridad y acceso para discapacitados. 

## Historia
En la parte occidental de la playa hay unas rocas sobresalientes conocidas como Os Castelos. En estas rocas se levanta un monumento dedicado al recuerdo de la fragata Santa María Magdalena y del bergantín Palomo que naufragaron juntos en una noche de terrible temporal, el año 1810, causando más de 500 víctimas.
Cuando él se enfurece y se acompaña de grandes resacas y descarna la playa, deja ver los restos de aquellos navíos. Restos del naufragio adornan algunos rincones de la ciudad: cañones en el Parque de Pernas Peón, junto a la playa de Covas, y anclas en alguna plaza del casco urbano, y en el propio monumento de Os Castelos.